# Sztereogram

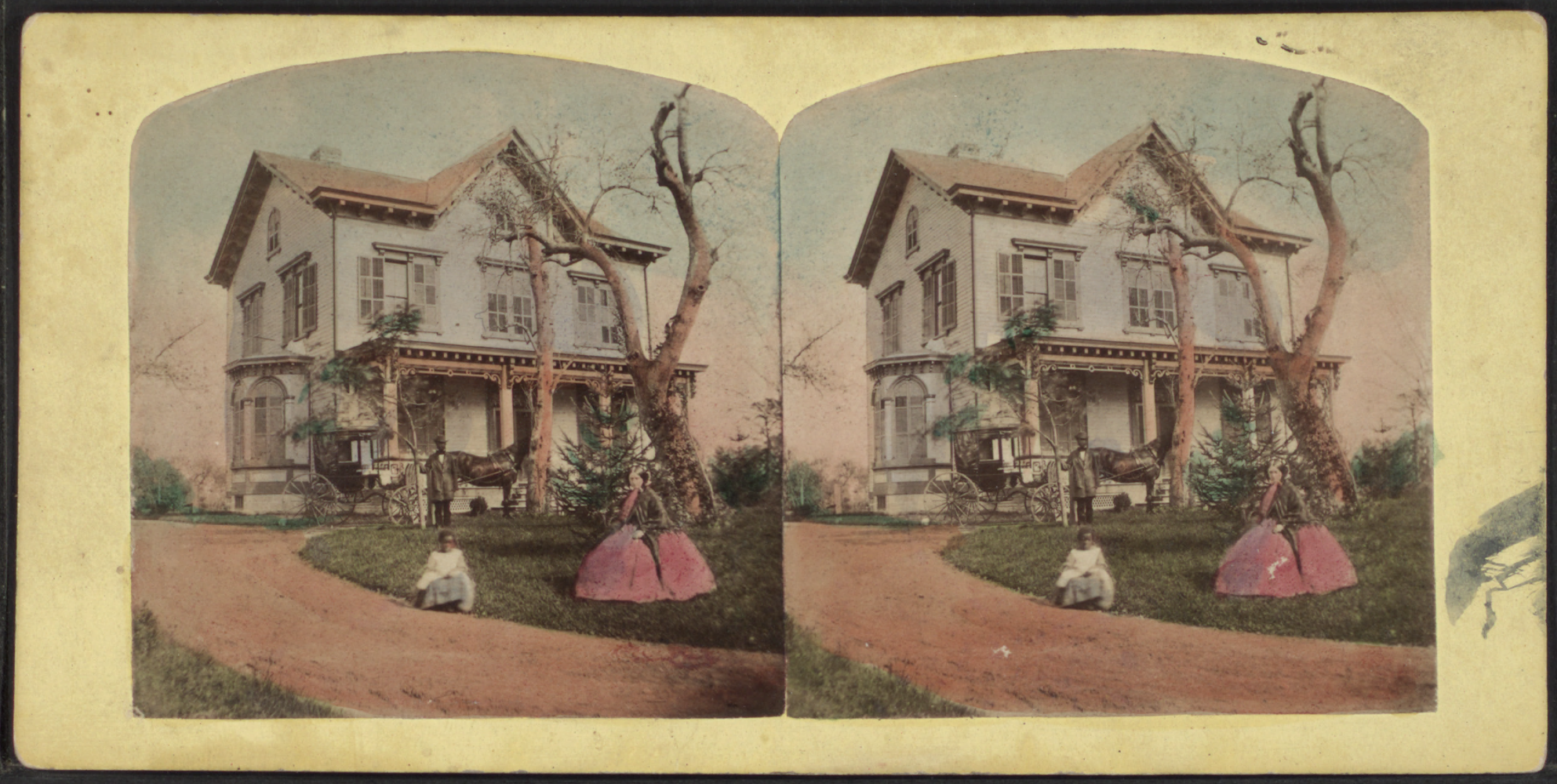
Sztereogram

A sztereogram egy vagy több sík kép segítségével létrehozott térhatású kép optikai illúziója. Eredetileg olyan kép-párt jelentett, amelyet sztereoszkóp segítségével lehetett megfelelő módon megnézni.

## Története
A sztereogramot az angol Charles Wheatstone találta fel 1838-ban. A térlátás működésének tanulmányozása után lencsékből és prizmákból megkonstruálta az első sztereoszkópot, ezzel lehetővé tette sztereogramok létrehozását.
A sztereogramok akkor váltak igazán népszerűvé, amikor megjelentek a számítógéppel generált autosztereogramok. Ezek csak egy képből állnak, és a megfelelő technikával nézve láthatóvá válik a 3 dimenziós kép. Sokszor helytelenül csak ezeket a képeket nevezik sztereogramnak, valójában azonban a sztereogramoknak ez csak egy fajtája.

## Típusai
- Sztereogram képpár
- Anaglif képek
- Autosztereogram

## Külső hivatkozások
- Információk az anaglif képekről
- Sztereogram.lap.hu - linkgyűjtemény